# Chase, Pennsylvania
Chase är en ort i Luzerne County i delstaten Pennsylvania, USA.